# Djezar
Djezzar (în arabă الجزار) este o comună din provincia Batna, Algeria.
Populația comunei este de 22.124 de locuitori (2008).